# VC長野三叉戟
VC長野三叉戟（日语：VC長野トライデンツ）是位於日本長野縣的職業男子排球隊。球隊於2008年成立，2024/25賽季，球隊參賽於SV聯賽。

## 球隊歷史

### 球隊成立到V.League之前[1]
VC長野於2008年4月成立，當時的隊名為VC長野GROWS（日语：VC長野グロース）。

2010年，球隊名稱改為VC長野三叉戟（日语：VC長野トライデンツ）並沿用至今。

2015年3月，球隊宣布將參與2015/16賽季的V.Challenge League Ⅱ，該賽季以17勝1負的戰績獲得冠軍，並取得挑戰賽（升降賽）資格，對手是TOKYO VERDY。挑戰賽結果為1勝1負，但VC長野的局數比較對手高，因此取得2016/17的V.Challenge League I的參賽權。

2017年12月，日本排球機構宣布2018/19賽季起將採用新體制，並將聯賽名稱更名為V.League，男子下設Divisoin 1（V1）、Divisoin 2（V2）和Divisoin 3（V3）等3個等級。2018年3月，聯盟宣布參賽V1（相當於Premier League）的10支球隊，當中包含VC長野。

### V.League時期

#### 2018/19賽季
2018年6月，曾擔任日本男排教練及JTEKT Stings教練的Ahmad Masajedi加入VC長野，並擔任總教練一職。

本賽季VC長野以1勝26負的戰績在V1敬陪末座，唯一的1勝是從大分三好手上拿到的。本賽季因為改制，不進行升降變化。

#### 2019/20賽季
2019年3月，球隊宣布新體制，Ahmad Masajedi續任總教練，隊長為長田翼，3位新人選手則分別是須貝祐介、笠利真吾及池田幸太。

這個賽季VC長野同樣在V1排名墊底，成績為3勝24負，分別從FC東京手中拿下1勝、從大分三好手中拿下2勝。按照章程，V1最後兩名將與V2前兩名進行挑戰賽（升降賽）來決定下個賽季的V1出賽權，但V2擁有V1執照的球隊只有VOREAS北海道，因此只有VC長野需要打挑戰賽。

挑戰賽原定在2020年3月14日、15日舉行，但由於Covid-19感染擴大，聯盟先在2月28日宣布改取無觀眾方式進行比賽，之後在3月9日宣布挑戰賽取消，本賽季不進行升降變化，VC長野在2020/21賽季將可以繼續在V1出賽。

#### 2020/21賽季
2020年4月，球隊宣布新體制，總教練Ahmad Masajedi及隊長長田翼都續任，新人選手有5位，分別是中村竜輔、伊藤樹、河東祐大、波佐間泰平以及角雅也；退團的則有來自波蘭的外援Patryk Strzezek、田上佑作、杉山嵩樹以及片桐成基，栗木勇則在7月宣布引退。

2020年8月，原本效力於Toray Arrows的戶嵜嵩大加入VC長野。9月，印尼國家代表隊選手RIVAN NURMULKI入團、池田颯太內定 。

本賽季VC長野排名第9，成績為4勝32負，分別從Panasonic Panthers和大分三好手中各拿1勝、從FC東京手中拿下2勝，並首度逃過了挑戰賽。河東祐大獲得新人賞，也成為VC長野首位獲得賽季個人獎的選手。

#### 2021/22賽季
2021年6月，球隊宣布新體制，總教練Ahmad Masajedi續任，隊長為椿芽久。9月，RIVAN NURMULKI續約。

本賽季於10月15日開幕，但在10月13日，球團突然宣布開除總教練Ahmad Masajedi，理由是違反球隊規定，本季將由教練松本隆義代理總教練職務。

10月22日，球團宣布內定5名選手，分別是山田航旗、藤中颯志、山岸隼、中村啓人以及三輪大将。

12月，戶嵜嵩大宣布將加盟國外球隊，但在2022年5月31日之前都是屬於VC長野的一員，隨後確定將加盟印尼球隊BNI46。

2022年1月，中村竜輔、笠利真吾及河東祐大宣布退團；3月，角雅也宣布例行賽結束後引退。
本賽季VC長野戰績為5勝31負（包含2場對JTEKT Stings的不戰而勝），排名V1墊底，並在挑戰賽迎戰V2冠軍VOREAS北海道。首戰雖然以2-3輸球，但第2天以3-2贏球。雙方1勝1負、得失局相同，但VC長野的得分率高於對手，驚險保級成功。

5月下旬，球團宣布戶嵜嵩大及RIVAN NURMULKI退團。6月20日，舉球員山岸隼以及自由球員藤中颯志退團。

#### 2022/23賽季
2022年6月底，球團宣布原JT雷霆廣島教練古田博幸入團，擔任教練。

7月，原Panasonic Panthers總教練川村慎二接手總教練職務。

同月，原大分三好自由球員備一真入團。隨後球團發表新體制，池田幸太擔任隊長，須貝祐介及池田颯太擔任副隊長。

8月，下川諒從兵庫Delfino移籍加入；9月，球團宣布新簽下印尼籍亞洲外援DONI HARYONO以及古巴籍外援CARLOS ALBERTO ARAUJO；中野竜從埼玉Azalea移籍加入。

## 歷年戰績

### V Permium League/V Challenge League
| 聯賽                | 年度    | 參賽隊伍數 | 排名  | 例行賽 | 例行賽   | 例行賽 | 例行賽 |
| 聯賽                | 年度    | 參賽隊伍數 | 排名  | 順位   | 應賽場數 | 勝     | 敗     |
| ------------------- | ------- | ---------- | ----- | ------ | -------- | ------ | ------ |
| V Challenge LeagueⅡ | 2015/16 | 7          | 冠軍  | 1      | 18       | 17     | 1      |
| V Challenge LeagueⅠ | 2016/17 | 8          | 第3名 | 3      | 21       | 13     | 8      |
| V Challenge LeagueⅠ | 2017/18 | 8          | 第5名 | 5      | 21       | 10     | 11     |

### V.LEAGUE
| 聯賽       | 年度    | 參賽隊伍數 | 排名   | 例行賽 | 例行賽   | 例行賽 | 例行賽 | 季後賽   | 季後賽 | 季後賽 | 備註            |
| 聯賽       | 年度    | 參賽隊伍數 | 排名   | 順位   | 應賽場數 | 勝     | 敗     | 應賽場數 | 勝     | 敗     | 備註            |
| ---------- | ------- | ---------- | ------ | ------ | -------- | ------ | ------ | -------- | ------ | ------ | --------------- |
| DIVISION 1 | 2018-19 | 10         | 第10名 | 10     | 27       | 1      | 26     | -        | -      | -      |                 |
| DIVISION 1 | 2019-20 | 10         | 第10名 | 10     | 27       | 3      | 24     | -        | -      | -      |                 |
| DIVISION 1 | 2020-21 | 10         | 第9名  | 9      | 36       | 4      | 32     | -        | -      | -      |                 |
| DIVISION 1 | 2021-22 | 10         | 第10名 | 10     | 36       | 5      | 31     | -        | -      | -      | 包含2場不戰而勝 |
| DIVISION 1 | 2022-23 | 10         | 第9名  | 9      | 36       | 5      | 31     |          |        |        |                 |
| DIVISION 1 | 2023-24 | 10         | 第10名 | 10     | 36       | 2      | 34     |          |        |        |                 |

## 2024/25球員&職員名單

### 2024/25球員名單
- S：舉球員（Setter）、OH：主攻手（Outside Hitter）、MB：快攻手（Middle Blocker）、OP：舉球員對角（Opposite）、L：自由球員（Libero）。

總教練： 川村慎二

### 2024/25職員名單
| 職位                 | 姓名     | 備註 |
| -------------------- | -------- | ---- |
| 部長                 | 保科良博 |      |
| 總教練               | 川村慎二 |      |
| 教練                 | 古田博幸 |      |
| 教練                 | 長田翼   |      |
| 防護員兼翻譯         | 吉野孝昭 |      |
| メディカルトレーナー | 原佑介   |      |
| 團隊醫生             | 後藤敏   |      |
| 分析師               | 松下泰己 |      |

## 外部連結
官方网站 （日語）